# Actilasioptera tuberculata
Actilasioptera tuberculata är en tvåvingeart som beskrevs av Gagne 1999. Actilasioptera tuberculata ingår i släktet Actilasioptera och familjen gallmyggor. Inga underarter finns listade i Catalogue of Life.